# Franz Liftl
Franz Josef Liftl (* 26. März 1864 in Allentsteig; † 10. September 1932 in Wien) war ein österreichischer Musiker und Komponist.

## Leben
Liftl studierte von 1878 bis 1883 Waldhorn, Klavier, Musikgeschichte und Harmonielehre am Konservatorium der Gesellschaft der Musikfreunde in Wien und wurde unter anderem von Anton Wunderer und Franz Krenn in Kontrapunkt und Komposition privat unterrichtet.
Er setzte sein Studium an der Horak-Musikschule fort und absolvierte 1892 die Lehramtsprüfung bei Franz Krenn, Leopold Landskron und Eduard Hanslick. Liftl wurde am Theater an der Wien engagiert und war zudem Privatlehrer. In den Jahren 1919 bis 1921 hatte Liftl zudem die Stelle des Chormeister des Gesellenhauptvereins inne.

## Werk
Liftl komponierte unter anderem die Operette Die Lügenwaage sowie über 100 Walzer, Märsche und verschiedenen Tänze. Erwähnenswert sind auch seine Bearbeitungen von Werken Bachs, Mozarts, Schuberts, Wagners und anderer. Immer wieder aufgeführt wird sein Marsch für Hornquartett Mit Herz und Hand.